# Palais Pfeiff

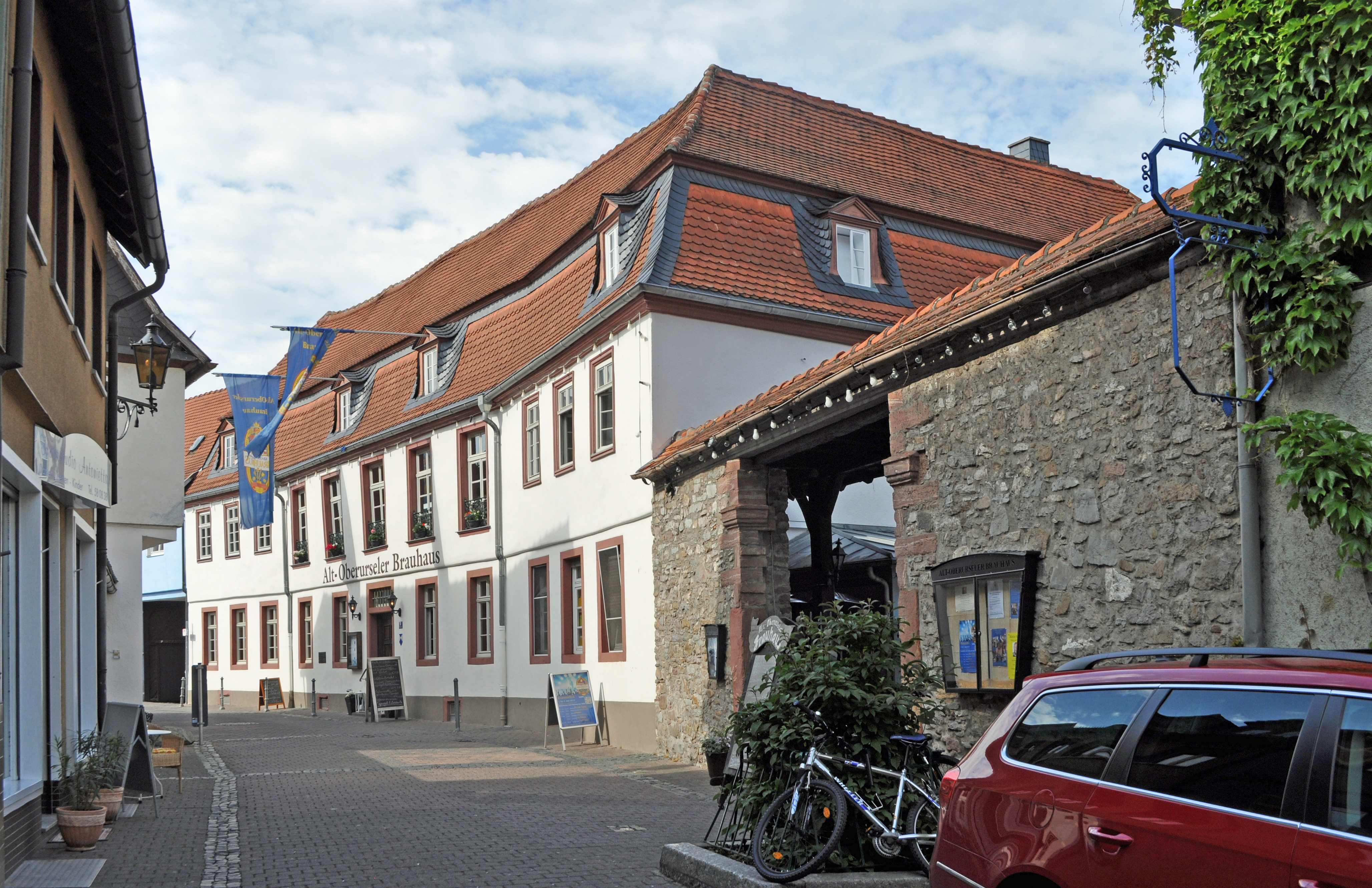
Palais Pfeiff

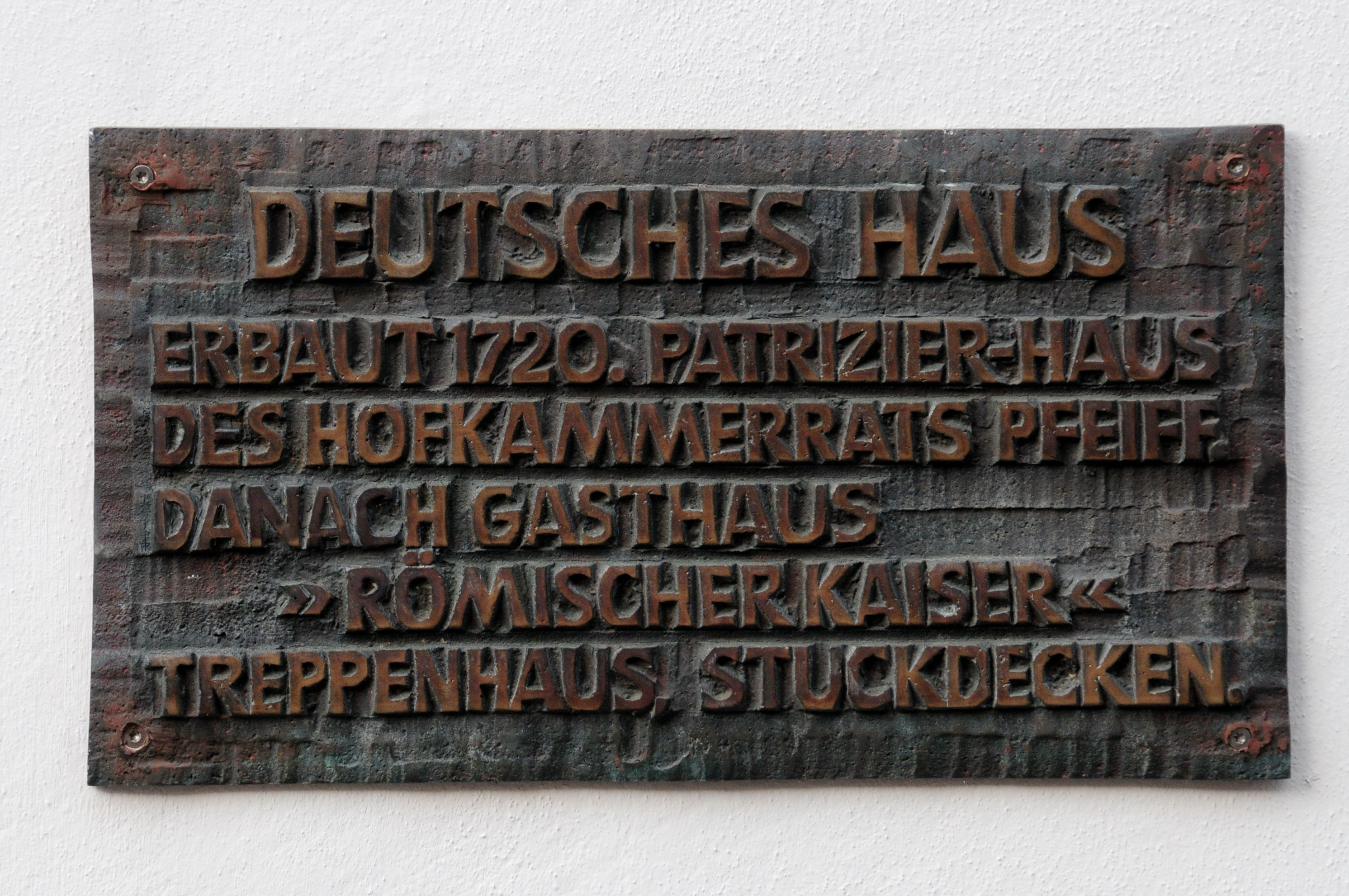
Wandinschrift

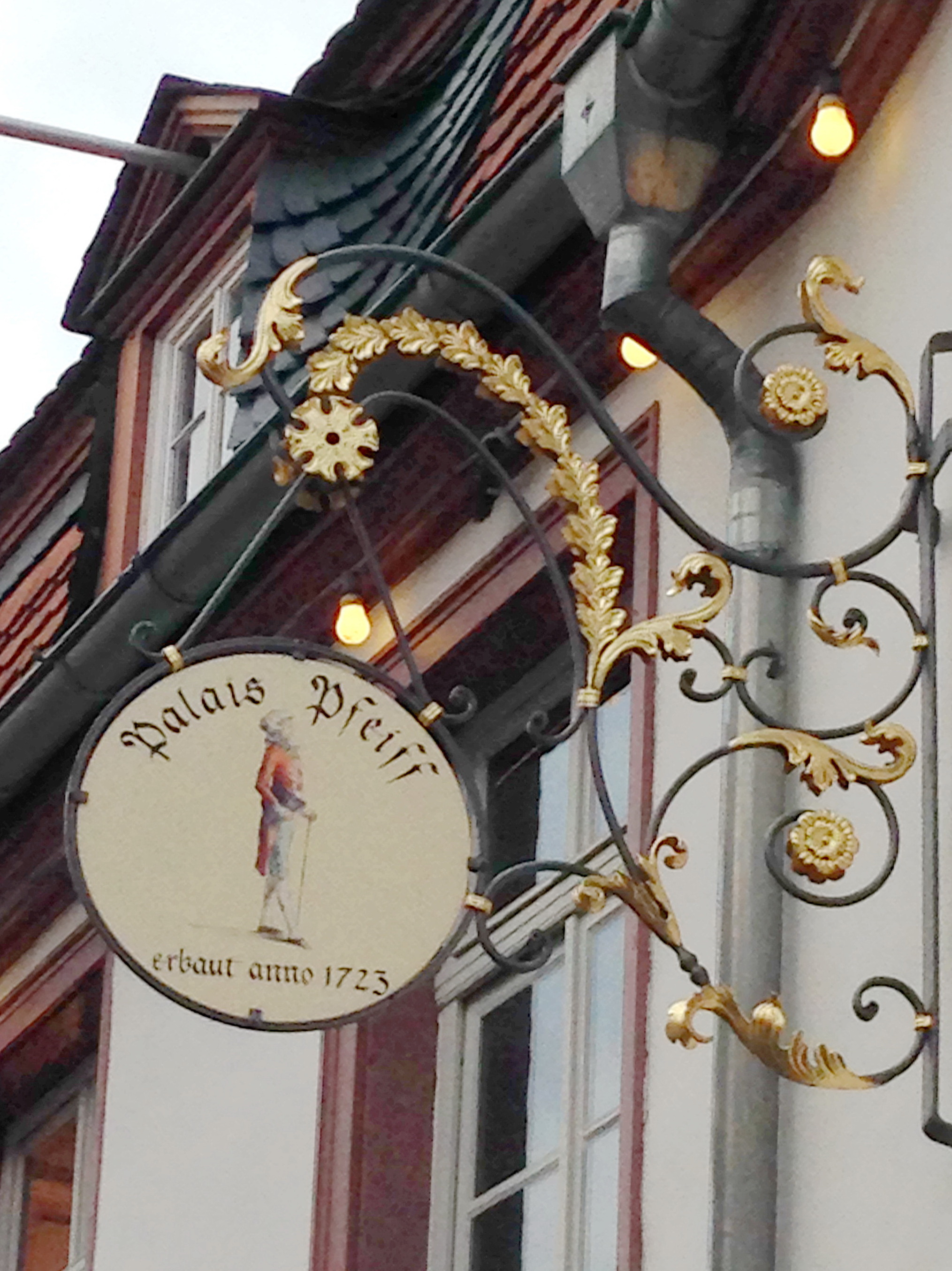
Wandschild „Palais Pfeiff“

Das Palais Pfeiff (auch Pfeiffsches Haus) ist ein ab 1722 errichtetes Barockpalais im Stadtzentrum von Oberursel, das heute ein Kulturdenkmal ist. Erbaut wurde es vom Kurmainzischen Hofkammerrat und Residenten Adam Anton Pfeiff (* um 1690; † 1748). Es wurde von Pfeiff als Patrizierhaus errichtet und diente später als Gasthaus, mit den Namen Zum Römischen Kaiser (1810–1873), Zum Deutschen Kaiser (1873–1918), Zum Deutschen Haus (1918–1993) und Alt-Oberurseler Brauhaus (seit 1994). Bemerkenswert sind das Treppenhaus und die Stuckdecken.

## Sanierung
1999 wurde mit umfangreichen Sanierungsarbeiten begonnen, zunächst mit der Erfassung des Zustandes und der Schäden. Als erstes wurde das Dach, das als eines der ersten Mansardendächer Hessens noch unter dem Misstrauen der hiesigen Handwerker zu leiden hatte, genauer inspiziert. So hat man auf einer Seite das mansardentypische Steildach gebaut und dann noch zusätzlich ein Satteldach aufgebracht, was die Außenwand zur Straßenseite über die Jahre in Bewegung brachte. Das Dach wurde gesichert, zahlreiche Balken in schwierigen Bauphasen ausgetauscht.
Danach wurden die Innenräume restauriert. Unter schweren Tapeten und einer dicken Ölfarbenschicht wurden zahlreiche originale Malereien auf den Wänden und der Stuckdecke wieder freigelegt. Alle diese Wandmalereien wurden nach Originalbefunden wieder hergestellt. Das Land Hessen hat für diese Gebäude eine Einzelförderung in Höhe von 400.000 € gewährt. Ebenso hat die Deutsche Stiftung Denkmalschutz finanziell ihre Unterstützung geboten und auch die Stadt Oberursel beteiligte sich an den Baukosten von mehr als 1 Million € in Form einer Mietsonderzahlung von 50.000 € für das als vom Standesamt als Trauzimmer genutzte „Blumenzimmer“. Der Saal ist im Barock-Stil gestaltet und hat seinen Namen von den Blumen-Wandmalereien an allen vier Wänden.

## Aktuelle Nutzung – Alt-Oberurseler Brauhaus
Das Palais Pfeiff wird als Gasthausbrauerei unter dem Namen Alt-Oberurseler Brauhaus genutzt. Im Brauhaus des Palais wird das im Restaurant verkaufte Bier selber hergestellt. Über das Jahr verteilt werden 20 naturtrübe Biersorten nach dem deutschen Reinheitsgebot von 1516 gebraut. Zusätzlich existiert auch eine Verschlussbrennerei, in der der Oberurseler Bierbrand hergestellt wird. Das Brauhaus wurde von der DEHOGA zu den 50 besten Dorfgasthäuser in Hessen und ebenso vom Journal Falstaff zu einer der beliebtesten Mikrobrauereien in Hessen gewählt.